# Abdellatif Kechiche
Abdellatif Kechiche (arab. عبد اللطيف كشيش, ur. 7 grudnia 1960 w Tunisie) – tunezyjsko-francuski reżyser, scenarzysta i aktor.
Jako reżyser debiutował w 2000 roku filmem Wina Woltera.
Sześciokrotny zdobywca Cezara, po dwa razy za najlepszy film, reżyserię oraz scenariusz.
W 2013 roku jego film Życie Adeli zdobył Złotą Palmę i nagrodę FIPRESCI na Festiwalu Filmowym w Cannes.

## Wybrana filmografia
- 2000: Wina Woltera (La Faute à Voltaire)
- 2003: Unik (L'ésquive)
- 2007: Tajemnica ziarna (La graine et le mulet)
- 2010: Czarna Wenus (Vénus noire)
- 2013: Życie Adeli (La Vie d'Adèle)
- 2017: Mektoub, My Love: Canto Uno

## Nagrody
- Cezar
  - Najlepszy film: 2005: Unik
  - 2008: Tajemnica ziarna
  - Najlepsza reżyseria: 2005: Unik
  - 2008: Tajemnica ziarna
  - Najlepszy scenariusz: 2005: Unik
  - 2008: Tajemnica ziarna